# JMac
«JMac» es el primer EP del cantautor pop estadounidense Jesse McCartney. Fue lanzado un año antes de su álbum debut Beautiful Soul.

## Canciones
| [ 1 ] |                           |                           |          |  |
| N.º   | Título                    | Escritor(es)              | Duración |  |
| 1.    | «Beautiful Soul»          | Andy Dodd, Adam Watts     | 3:35     |  |
| 2.    | «Don't You»               |                           |          |  |
| 3.    | «Why Don't You Kiss Her?» | Jason Blume, Andrew Fromm | 3:22     |  |